# Рабімаханат
Рабімаханат (фінік. ) — посада військового головнокомандувача у Карфагені. Призначався спочатку ашаратом, потім — адірою, з кінця V ст. до н. е. обирався народними зборами, а за виняткових обставин — іноді і самим військом (принаймні тією частиною що складалася з карфагенських громадян). Відповідав також за зносини з іншими державами і державні фінанси, мав судову владу над своїми підлеглими. Проте з часом повноваження рабімаханата були обмежені — спочатку на користь адіри і суфетів, а з кінця IV ст. до н. е. командувач підлягав ще й контролю з боку міята.